# Мартін Петков (футболіст, 2002)
Мартін Детелінов Петков (болг. Мартин Детелинов Петков, нар. 15 серпня 2002) — болгарський футболіст, нападник софійської «Славіі».

## Клубна кар'єра
14 квітня 2019 року Петков дебютував на змаганнях у віці 16 років і 8 місяців у домашній поразці проти «Лудогорця» з рахунком 0:2, вийшовши на заміну Станіславу Іванову. 25 вересня 2019 року він забив свій перший дубль за клуб у виїзній перемозі з рахунком 5:1 над варнеським «Спартаком» у першому раунді Кубка Болгарії.
16 січня 2022 року став гравцем одеського «Чорноморця».